# Pachydyta clitozona
Pachydyta clitozona är en fjärilsart som beskrevs av Edward Meyrick 1922. Pachydyta clitozona ingår i släktet Pachydyta och familjen äkta malar. Inga underarter finns listade i Catalogue of Life.